# Eugorgia rubens
Eugorgia rubens är en korallart som beskrevs av Addison Emery Verrill 1868. Eugorgia rubens ingår i släktet Eugorgia och familjen Gorgoniidae. Inga underarter finns listade i Catalogue of Life.